# Gare de Kaunas
La gare de Kaunas  (en lituanien : Kauno geležinkelio stotis) est une gare ferroviaire située à Kaunas en Lituanie.

## Histoire
Construite par la compagnie du Chemin de fer Saint-Pétersbourg-Varsovie, la gare ouvre officiellement le 21 février 1862. En 1944, elle est bombardée par l'armée allemande qui bat en retraite. Un nouveau bâtiment est construit en 1953 pour la remplacer ; celui-ci est reconstruit entre 2005 et 2008.

La gare historique
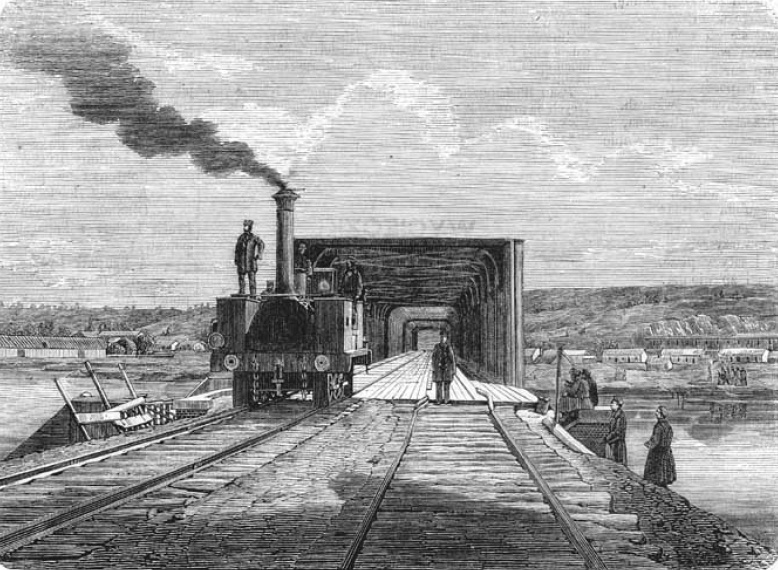
Pont du chemin de fer sur le Niémen à Kaunas, 1864.
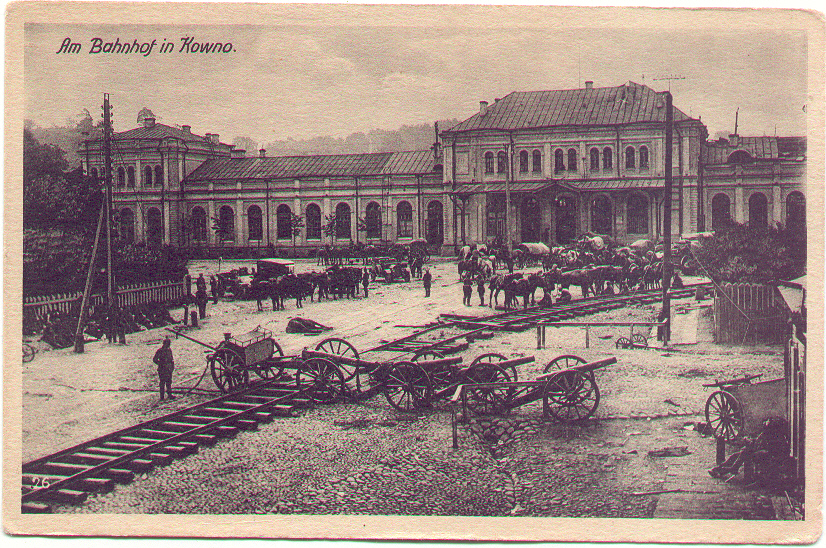
Avant la Première guerre mondiale,
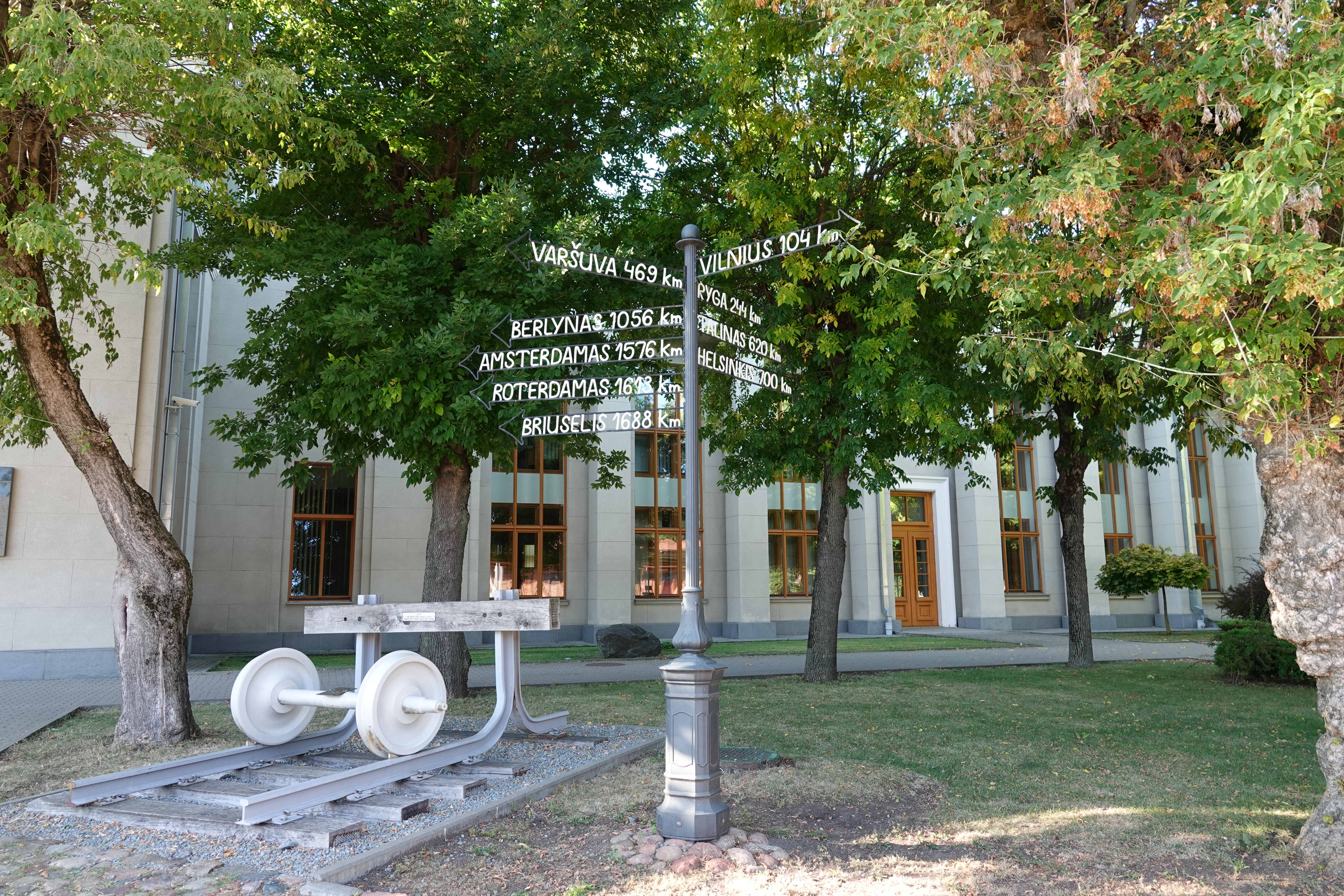
Monument Rail Baltica.

## Service des voyageurs

### Desserte

Installations et dessertes
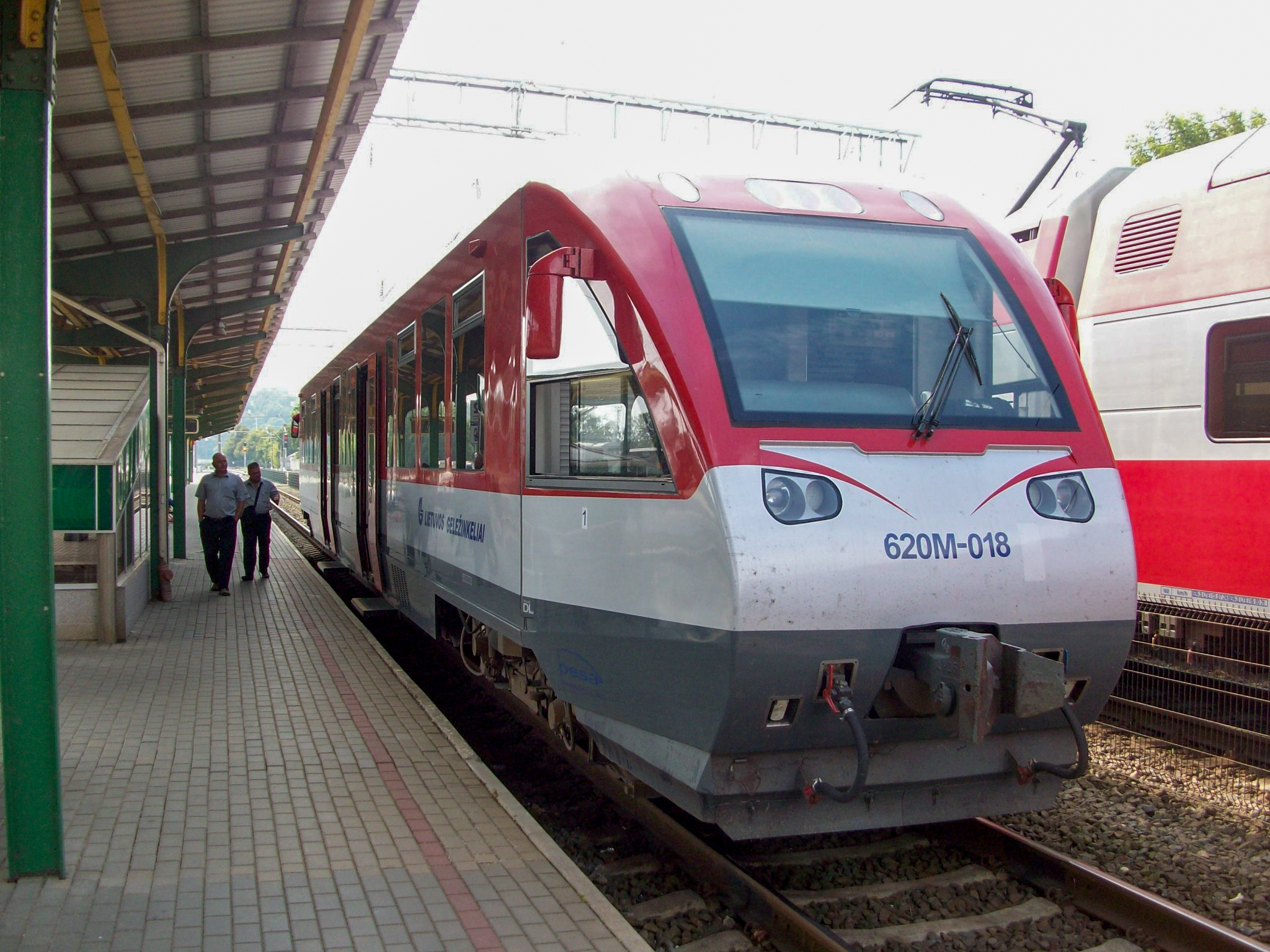
En 2015.
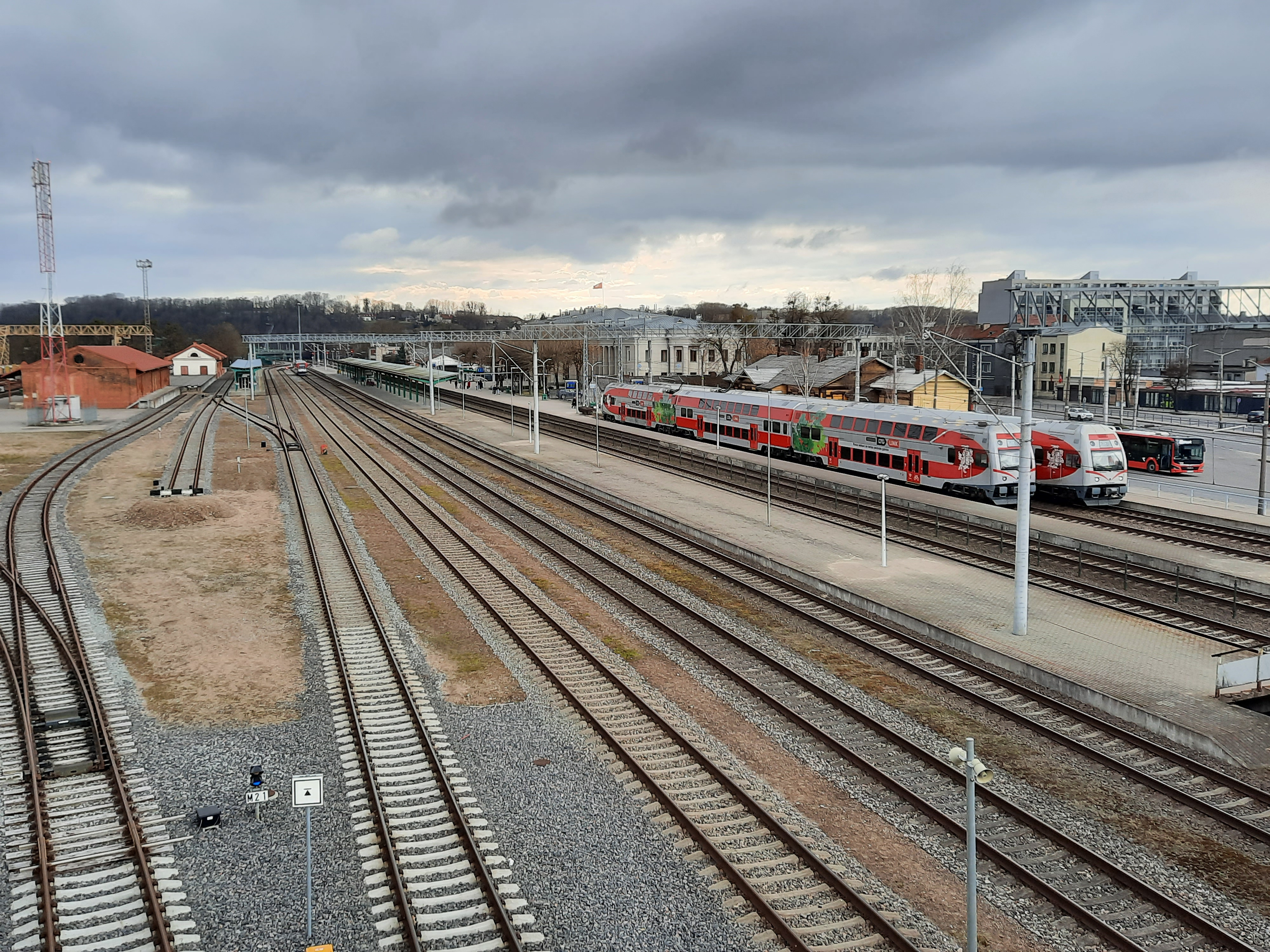
En 2023.
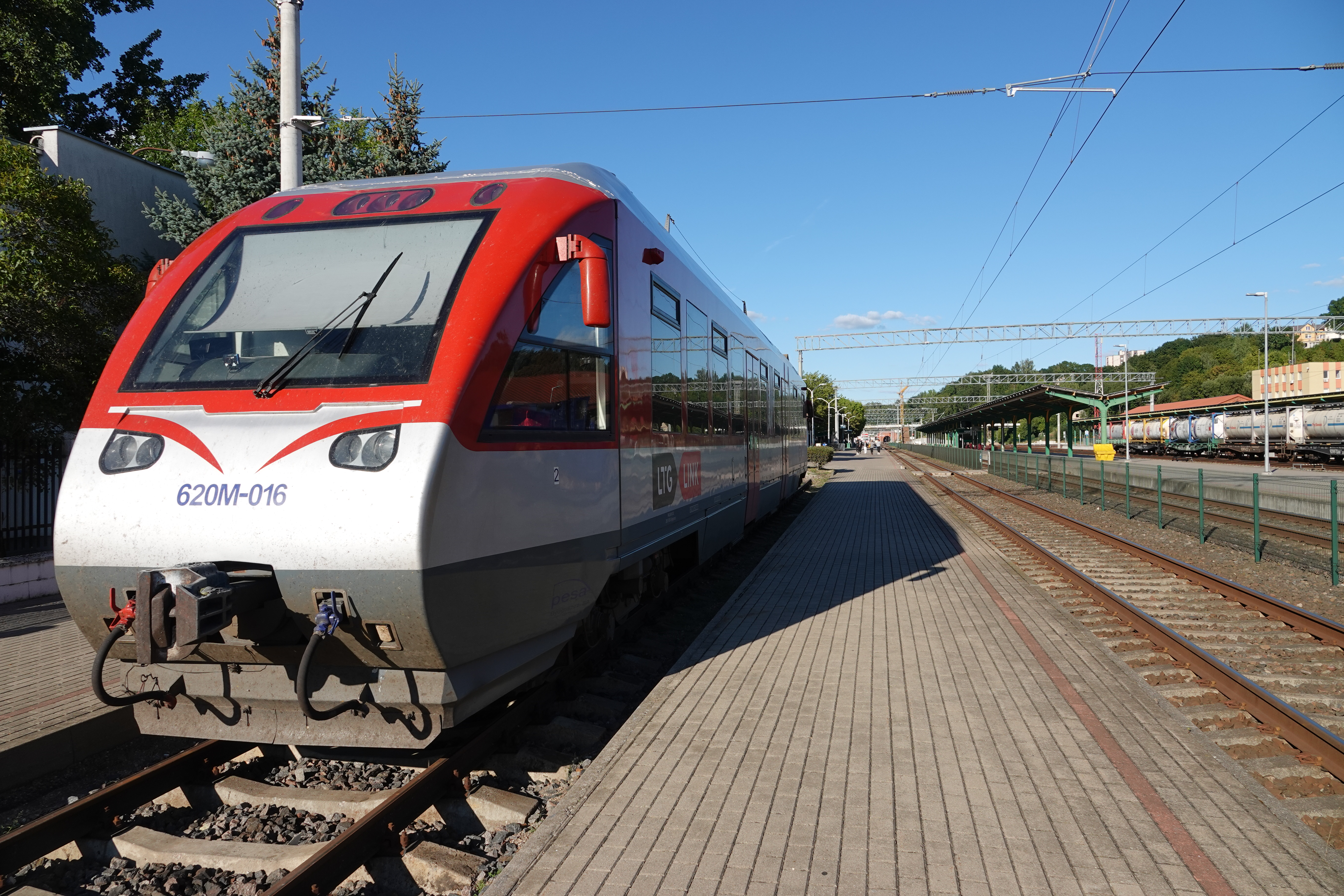
En 2022.

## Projet
Il est prévu que la gare devienne une gare modale du projet Rail Baltica. Le trafic devrait s'accroitre, atteignant 11 000 voyageurs par jour, contre 4 000 par jour avant le lancement du projet.